# Kanton Neuilly-sur-Seine-Nord
Der Kanton Neuilly-sur-Seine-Nord war von 1967 bis 2015 ein französischer Wahlkreis im Arrondissement Nanterre, im Département Hauts-de-Seine und in der Region Île-de-France.
Der Kanton bestand aus einem Teil der Stadt Neuilly-sur-Seine.

## Bevölkerungsentwicklung
| 1990   | 1999   | 2008   |
| ------ | ------ | ------ |
| 33.965 | 32.604 | 32.556 |